# Gerhard Röhr
Gerhard Röhr (* 18. Juli 1859 in Görlitz; † 30. Dezember 1930 ebenda; vollständiger Name: Friedrich Paul Gerhard Röhr) war ein deutscher Architekt, der vor allem in Görlitz, in der Oberlausitz und in Niederschlesien wirkte.

## Leben
Im Jahr 1859 wurde Gerhard Röhr als erstes Kind des Realschullehrers Johann Friedrich Röhr und dessen Frau Agnes Röhr (geb. Jurisch) im Haus Obermarkt Nr. 14 in Görlitz geboren. Am 31. Juli des gleichen Jahres fand seine Taufe in der Kirche St. Peter und Paul statt. Röhr wuchs in einfachen Verhältnissen auf und hatte sieben Geschwister, von denen vier bereits im frühen Kindesalter starben. Zwischen 1865 und 1868 besuchte er die Vorschule des Gymnasiums und anschließend die Realschule. Nachdem er die Realschule 1874 absolviert hatte, wechselte er auf die weiterführende Gewerbeschule Görlitz am Wilhelmsplatz. Im Frühjahr des gleichen Jahres wurde er in der Frauenkirche konfirmiert.
Während der Zeit auf der Gewerbeschule wurde man auf seine zeichnerischen Talente aufmerksam und förderte diese. Der jüdische Görlitzer Kaufmann und Unternehmer Lesser Ephraim (1820–1900) förderte den Schüler Röhr mit einem Stipendium aus seiner Stiftung. Am 18. August 1877 schloss Röhr die Ausbildung an der Gewerbeschule erfolgreich ab. Anschließend begann er eine Maurerlehre bei Maurermeister Lissel an der Nikolaistraße. Am 23. April 1879 schloss er seine Gesellenprüfung ab.
Röhr arbeitete danach unter anderem für den Architekten Adolf Lämmerhirt, tätig als Lehrer an der Baugewerkschule Deutsch Krone. In dieser Zeit konnte er auch erste Kontakte zu Görlitzer Bauherren und Baumeistern knüpfen. Während seiner Wanderjahre zwischen 1879 und 1882 war er im Atelier der renommierten Berliner Architekten Heinrich Joseph Kayser und Karl von Großheim tätig. Anschließend kehrte er 1882 kurzzeitig in seine Heimatstadt zurück und arbeitete für Maurermeister Julius Grosser. In allen Anstellungen bekam er stets gute Arbeitszeugnisse ausgestellt.
Im Oktober 1882 ging er nach Wien. Hier bekam er Anstellung bei Baurat Otto Hieser, wo er bis Februar 1885 blieb. Während jener Zeit war er außerordentlicher Hörer an der Technischen Hochschule Wien. Nach einer weiteren Tätigkeit beim fürstlichen Baurat in Hanau kehrte er 1886 nach Görlitz zurück. Im Jahr 1888 lernte er seine spätere Ehefrau Elise Jeschke kennen. Beide verlobten sich am 24. Dezember 1889. Am 11. Oktober 1890 fand die Hochzeit in der Kirche St. Peter und Paul statt.
Im August 1886 eröffnete er sein erstes eigenes Büro in der Mittelstraße 26. Zu seinen ersten Aufträgen zählte ein Gartenpavillon für die Villa Lüders auf der Schützenstraße. Der Pavillon existiert heute nicht mehr. In den folgenden Jahren konnte sich Röhr einen ausgezeichneten Ruf in der Stadt erarbeiten. So wurde er auch mit dem Entwurf des Kaiserzelts beauftragt, eines temporären Baus für den Besuch Kaiser Wilhelms II. anlässlich der Enthüllung des Reiterstandbilds für Kaiser Wilhelm I. am 18. Mai 1893. Sein späteres Schaffen hat wohl auch der Besuch der Weltausstellung 1900 in Paris beeinflusst. Nach dem Besuch wandte er sich vermehrt den Jugendstilformen zu.
In den folgenden Jahrzehnten entstanden verschiedene Bauwerke und auch Grabmäler. Röhr engagierte sich auch gesellschaftlich in der Stadt und gehörte zur Spitze der Görlitzer Bürgerschaft.
Am 18. Juni 1908 starb seine Frau Elise im Alter von 41 Jahren. Zwei Jahre später lernte er Elisabeth Raschke (geb. Lenz) kennen. Sie wurde seine Lebensgefährtin, die er am 4. Juli 1910 heiratete. Die Hochzeit fand in seiner Wohnung Biesnitzer Straße 35 statt. Infolge der Inflation verlor die Familie ihr Vermögen und auch das Eigentum an ihrem Haus Biesnitzer Straße 35. Der Unternehmer Hagspihl, Sohn eines früheren Bauherrn Röhrs und Freund der Familie, kaufte das Haus und räumte den Röhrs ein lebenslanges Wohnrecht ein.
Röhr erkrankte im Winter 1928/1929 an einer Lungenkrankheit. Das Leiden konnte jedoch trotz Krankenhausaufenthalt und Kur nicht geheilt werden. Am 30. Dezember 1930 starb Gerhard Röhr im Alter von 71 Jahren in seiner Wohnung Biesnitzer Straße 35. Am 3. Januar 1931 fand die Beisetzung auf dem Alten Friedhof in der Familiengrabstätte im Gräberfeld XII in der Nähe der nördlichen Friedhofsmauer statt.
Röhr war seit 1859 Mitglied der Görlitzer Freimaurerloge Zur gekrönten Schlange.

## Bauten und Entwürfe
Gerhard Röhr war als Architekt vor allem in der Oberlausitz und in Niederschlesien tätig. Die meisten seiner Bauwerke finden sich in seiner Heimatstadt Görlitz sowie im seit 1945 polnischen Ostteil der Stadt (Zgorzelec). Neben der Fassadengestaltung seiner Neu- und Umbauten beschäftigte er sich auch mit der Gestaltung der Räume und deren Möblierung. Auch Denkmäler und Grabmale werden ihm zugerechnet. Die folgende Übersicht stellt einen Auszug seiner Werke dar.
| Werk                                                                                         | Adresse                               | Entstehungszeitraum | Anmerkung                                          | Bild                                     |
| -------------------------------------------------------------------------------------------- | ------------------------------------- | ------------------- | -------------------------------------------------- | ---------------------------------------- |
| Wilhelmtheater                                                                               | Görlitz, An der Frauenkirche          | 1888–1889           | 2001 abgerissen                                    | Wilhelmtheater                           |
| Verwaltungsgebäude und Direktorenvilla für die Görlitzer Aktien-Brauerei (Landskronbrauerei) | Görlitz, An der Landskronbrauerei 116 | 1914–1916           |                                                    | Direktorenvilla Landskronbrauerei        |
| Wohnhaus                                                                                     | Görlitz, Augustastraße 26             | 1888                |                                                    | Augustastraße 26 und 27                  |
| Wohnhaus                                                                                     | Görlitz, Augustastraße 27             | 1887                |                                                    | Augustastraße 26 und 27                  |
| Wohnhaus                                                                                     | Görlitz, Augustastraße 31             | 1890–1891           |                                                    | Augustastraße 31                         |
| Villa                                                                                        | Görlitz, Biesnitzer Straße 36         | 1899                |                                                    | Biesnitzer Straße 36                     |
| Erweiterungsbau der Rothenburger Versicherungsanstalt aG                                     | Görlitz, Brückenstraße                | 1913                |                                                    | Anbau Rothenburger Versicherung          |
| Wohnhaus                                                                                     | Görlitz, Carl-von-Ossietzky-Straße 7  | 1896                | Fassadenänderung                                   | Carl-von-Ossietzky-Straße 7              |
| Wohnhaus                                                                                     | Görlitz, Carl-von-Ossietzky-Straße 8  | 1897                |                                                    | Carl-von-Ossietzky-Straße 8              |
| Wohnhaus                                                                                     | Görlitz, Carl-von-Ossietzky-Straße 9  | 1896                |                                                    | Carl-von-Ossietzky-Straße 9              |
| Wohnhaus                                                                                     | Görlitz, Carl-von-Ossietzky-Straße 41 | 1910                | Fassadenänderung                                   | Carl-von-Ossietzky-Straße 41             |
| Villa Sydow                                                                                  | Görlitz, Carl-von-Ossietzky-Straße 42 | 1906–1907           |                                                    | Villa Sydow                              |
| Körnerdenkmal                                                                                | Görlitz, Fahrstraße                   | 1895                |                                                    | Körnerdenkmal                            |
| Hauptgebäude der Rothenburger Versicherungsanstalt aG                                        | Görlitz, Furtstraße 1                 | 1905–1907           |                                                    | Hauptgebäude Rothenburger Versicherung   |
| Villa                                                                                        | Görlitz, Goethestraße 1               | 1893                |                                                    | Goethestraße 1                           |
| Villa                                                                                        | Görlitz, Goethestraße 2               | 1893                |                                                    | Goethestraße 2                           |
| Villa                                                                                        | Görlitz, Goethestraße 4               | 1900                |                                                    | Goethestraße 4                           |
| Villa für den Unternehmer Guido Hagspihl (1836–1915)                                         | Görlitz, Goethestraße 5               | 1896–1897           |                                                    | Villa Hagspihl                           |
| Wohnhaus                                                                                     | Görlitz, Goethestraße 55              | 1893                |                                                    | Goethestraße 55                          |
| Wohnhaus                                                                                     | Görlitz, Langenstraße 37              | 1926–1927           |                                                    | Langenstraße 37                          |
| Gebäude der Handelskammer Görlitz                                                            | Görlitz, Mühlweg 18                   | 1895                |                                                    | Mühlweg 18                               |
| Kaiserzelt                                                                                   | Görlitz, Obermarkt                    | 1893                | temporärer Bau für den Besuch Kaiser Wilhelms II.  | Kaiserpavillon                           |
| Straßburg-Passage für den Textil-Einzelhändler Otto Straßburg                                | Görlitz                               | 1908                | Portale an der Berliner Straße und der Jakobstraße | Straßburgpassage, Portal Berliner Straße |